# Тырновца
Тырновца (болг. Търновца) — село в Болгарии. Находится в Тырговиштской области, входит в общину Тырговиште. Население составляет 371 человек (2022).

## Политическая ситуация
В местном кметстве Тырновца, в состав которого входит Тырновца, должность кмета (старосты) исполняет Райме Ахмедова Адемова (партия Движение за права и свободы) по результатам выборов правления кметства.
Кмет (мэр) общины Тырговиште — Красимир Митев Мирев (инициативный комитет) по результатам выборов в правление общины.